# Burg von Emden
Das Handelsschiff Burg von Emden war ein Ostindienfahrer der 1750 gegründeten und 1751 von König Friedrich II. v. Preußen bestätigten Preußisch Asiatischen Kompanie.
Das ursprünglich unter englischer Flagge fahrende Schiff wurde 1751 von der Kompanie zusammen mit einem zweiten Schiff, der König von Preußen, gekauft und im zum Freihafen erklärten Emden, dem Sitz der Kompanie, stationiert. Während die König von Preußen bereits im Frühjahr 1752 die erste Reise nach Kanton (Chinesisches Kaiserreich) antrat, konnte die Burg von Emden wegen Kompetenzgerangel erst im Oktober 1752 zu ihrer ersten Reise auslaufen. Der Erlös der Waren der ersten Reise (Tee, Rohseide, Porzellan) warf bei der Rückkehr Ende Mai 1754 kaum Gewinn ab, deckte aber die Kosten der Reise. Mit Beginn des Siebenjährigen Krieges lagen die Kompanieschiffe Prinz von Preußen und Burg von Emden im Heimathafen Emden und wurden abgetakelt. Bei der Eroberung Emdens 1757 durch französische Truppen fielen die Schiffe in die Hände der Franzosen. Nach dem Abzug der Franzosen im Jahr 1758 wurde die Handelskompanie wegen der vorangegangenen französischen Besetzung Emdens und ausbleibender Gewinne auf Beschluss der Mehrheit der Gesellschafter bis 1765 liquidiert und die verbleibenden Schiffe der Kompanie verkauft.